# Präsidentschaftswahl in Südkorea 2012
Die 18. Präsidentschaftswahl in Südkorea fand am 19. Dezember 2012 statt.
Laut dem offiziellen Endergebnis der südkoreanischen Wahlkommission gewann Park Geun-hye von der Saenuri-Partei und Tochter des früheren Präsidenten Park Chung-hee die Wahl mit 51,6 Prozent der Wählerstimmen. Dadurch gewannen die Konservativen nach der Amtszeit von Präsident Lee Myung-bak die zweite Präsidentschaftswahl in Folge.
Die Entscheidung über das neue Staatsoberhaupt wurde durch eine Mehrheitswahl (ohne etwaige Stichwahl) in einem Durchgang gefällt. In Südkorea sind Präsidentschaften lediglich auf eine Amtszeit beschränkt.

## Hintergrund

### Vorgeschichte und Kandidatenauswahl
Park Geun-hye bewarb sich bereits bei der parteiinternen Vorwahl der Konservativen zur Präsidentschaftswahl in Südkorea 2007, scheiterte jedoch an dem späteren Wahlgewinner Lee Myung-bak. Nachdem Park zur Parteichefin aufstieg, benannte sie die Hannara-Partei in Saenuri-Partei um. Zusätzlich versuchte Park sich von Lee zu lösen und der Partei ein Image der politischen Mitte zu verpassen. Park gewann die Vorwahlen mit fast 84 % der Stimmen gegen vier Konkurrenten.
Bei der oppositionellen Demokratischen Partei wurde lange Zeit mit der Nominierung des Gouverneurs von Gyeonggi-do Sohn Hak-kyu gerechnet. Gegen Ende 2011 übernahm jedoch Moon Jae-in die Führungsrolle in den Umfragen zur Vorwahl. Lange Zeit wurde über eine Kandidatur von Ahn Cheol-soo spekuliert, doch dieser entschied sich letztlich dagegen. Auch ein Angebot zum Eintritt in die Demokratische Partei lehnte er ab. Moon gewann letztlich die parteiinternen Vorwahlen deutlich.

## Kampagne
Als die wichtigsten Sachthemen im Wahlkampf galten die Wirtschaft und die Vermögensverteilung. Daneben bestimmten die Außenpolitik sowie das Verhältnis zu Nordkorea die Wahl. Während Park hauptsächlich mit wirtschaftspolitischen Themen Wahlkampf betrieb und dabei auch auf das Wirtschaftswunder unter ihrem Vater Park Chung-hee verwies, versprach Moon seine Regierung auf der Basis von Fairness und Gerechtigkeit aufzubauen.

## Ergebnisse
Neben Park und Moon traten noch vier weitere unabhängige Kandidaten bei der Wahl an. Zusammen erhielten sie jedoch lediglich 0,41 % der Wählerstimmen.
Während Moon in Seoul und den traditionell politisch linken Provinzen in Jeolla-do gewinnen konnte, gewann Park in den übrigen Landesteilen.
| Sudogwon              | Seoul                | 3.024.572 | 48,18 % | 3.227.639 | 51,42 % |
| Sudogwon              | Incheon              | 852.600   | 51,58 % | 794.213   | 48,04 % |
| Sudogwon              | Gyeonggi             | 3.528.915 | 50,43 % | 3.442.084 | 49,19 % |
| Gangwon               | Gangwon              | 562.876   | 61,97 % | 340.870   | 37,53 % |
| Chungcheong           | Daejeon              | 450.576   | 49,95 % | 448.310   | 49,70 % |
| Chungcheong           | Chungcheongbuk-do    | 518.442   | 56,22 % | 398.907   | 43,26 % |
| Chungcheong           | Chungcheongnam-do    | 658.928   | 56,66 % | 497.630   | 43,26 % |
| Chungcheong           | Sejong               | 33.587    | 51,91 % | 30.787    | 47,58 % |
| Honam (Jeolla)        | Gwangju              | 69.574    | 7,76 %  | 823.737   | 91,97 % |
| Honam (Jeolla)        | Jeollabuk-do         | 150.315   | 13,22 % | 980.322   | 86,25 % |
| Honam (Jeolla)        | Jeollanam-do         | 116.296   | 10,00 % | 1.038.347 | 89,28 % |
| Yeongnam (Gyeongsang) | Busan                | 1.324.572 | 59,82 % | 882.511   | 39,87 % |
| Yeongnam (Gyeongsang) | Ulsan                | 413.977   | 59,78 % | 275.451   | 39,78 % |
| Yeongnam (Gyeongsang) | Daegu                | 1.267.789 | 80,14 % | 309.034   | 19,53 % |
| Yeongnam (Gyeongsang) | Gyeongsangbuk-do     | 1.375.164 | 80,82 % | 316.659   | 18,61 % |
| Yeongnam (Gyeongsang) | Gyeongsangnam-do     | 1.259.174 | 63,12 % | 724.896   | 36,33 % |
| Jeju-do               | Jeju-do              | 166.184   | 50,46 % | 161.235   | 48,95 % |
| Koreanische Diaspora  | Koreanische Diaspora | 67.319    | 42,55 % | 89.192    | 56,38 % |